# Castéra-Lectourois
Castéra-Lectourois är en kommun i departementet Gers i regionen Occitanien i sydvästra Frankrike. Kommunen ligger i kantonen Lectoure som tillhör arrondissementet Condom. År 2022 hade Castéra-Lectourois 337 invånare.

## Befolkningsutveckling
Antalet invånare i kommunen Castéra-Lectourois
Referens:INSEE